# アイスミルク
アイスミルク(Ice milk)は、牛乳を凍らせたデザートのうち、乳脂肪分がアイスクリームよりも少ないものを指す。アイスクリームよりも安価なこともある。
アメリカ合衆国では、アイスミルクは、乳脂肪分が10%以下でアイスクリームと同量の甘味料を含むものと定義される。アメリカ食品医薬品局による1994年の規則変更で、含有脂肪量に応じて、アイスミルクに「無脂肪アイスクリーム」や「低脂肪アイスクリーム」、「ライトアイスクリーム」等と表示できるようになった。カナダでは、乳脂肪分3-5%をアイスミルクというのに対し、5-7.5%のものはライトアイスクリームとされる。
日本では、 「乳及び乳製品の成分規格等に関する省令」により、乳固形分10.0%以上、うち乳脂肪分3.0%以上のものをアイスミルクという。一方、乳固形分15.0%以上、うち乳脂肪分8.0%以上のものをアイスクリーム、乳固形分3.0%以上のものをラクトアイスという。